# NGC 1599
NGC 1599 je galaksija u zviježđu Eridanu.

## Vanjske poveznice
- SEDS: NGC 1599